# Мумий Бас
Мумий Бас (на латински: Mummius Bassus) е политик и сенатор на Римската империя през 3 век.
През 258 г. той е консул заедно с Марк Нумий Туск.